# Tamime ibne Bologuine
Tamime/Temime ibne Bologuine/Boloquine (em árabe: تميم بن بلكين بن حبوس; romaniz.: Tamīm ibn Bulukīn ibn Ḥabūs) foi o último emir (rei) zírida da Taifa de Málaga, que reinou de 1073 a 1090. Sucedeu nesse posto ao seu avô Badis ibne Habus

## Biografia
Quando o seu avô morre em 1073, o território zírida no Alandalus é dividido entre Tamime e o irmão Abedalá ibne Bologuine. Este, apesar de mais novo que Tamime tinha sido nomeado sucessor de Badis em 1065, preferindo-o ao filho Macçane (tio de Tamime e Abedalá). Quando subiu ao trono, Abedalá atribuiu o reino de Málaga ao seu irmão.
Os dois irmãos perdem os seus reinos para o emir almorávida Iúçufe ibne Taxufine. Tamime e Abedalá são enviados como prisioneiros para o Magrebe Ocidental (atual Marrocos). O segundo fica preso em Agmate, perto de Marraquexe, enquanto que Tamime é enviado para o Suz. Os dois irmãos ficam no Magrebe Ocidental até morrerem.